# Ruby Muir
Pour les articles homonymes, voir Muir.
Ruby Muir est une athlète néo-zélandaise née le 1er juillet 1991. Spécialiste de l'ultra-trail, elle a notamment remporté le Tarawera Ultramarathon en 2013 et 2015.

## Résultats
| no  | féminin            | Course                  | Longueur | Départ            | Temps            |
| --- | ------------------ | ----------------------- | -------- | ----------------- | ---------------- |
| 7e  | Médaille d'or      | Tarawera Ultramarathon  | 100 km   | 16 mars 2013      | 10 h 30 min 11 s |
| 24e | Médaille de bronze | Speedgoat 50K           | 50 km    | 27 juillet 2013   | 6 h 25 min 54 s  |
| 16e | Médaille d'or      | Otter African Trail Run | 42 km    | 22 septembre 2013 | 4 h 55 min 48 s  |
| 9e  | Médaille d'or      | Tarawera Ultramarathon  | 100 km   | 7 février 2015    | 9 h 02 min 45 s  |